# Tontelea hondurensis
Tontelea hondurensis là một loài thực vật thuộc họ Celastraceae. Loài này có ở Guatemala, Honduras, và Panama.